# Pius Alexander Wolff
Pour les articles homonymes, voir Wolff.
Pius Alexander Wolff, né le 3 mai 1782 à Augsbourg et mort le 28 août 1828 à Weimar, est un acteur et dramaturge bavarois, mari de l'actrice Amalie Wolff-Malcolmi (de).

## Biographie
Pius Alexander Wolff est le fils du libraire Franz Xaver Wolff (mort le 29 janvier 1803) et de son épouse Sabina, née Schropp (1754-1821). Il reçoit son éducation initiale et son enseignement à la maison par un précepteur, avant d'étudier au collège jésuite Saint-Sauveur (de) d'Augsbourg pour devenir ecclésiastique. 

## Œuvre
- Die drei Gefangenen (Les Trois prisonniers), drame, 1804
- Der Selbstgefällige (L'Homme satisfait de soi-même), comédie en un acte en vers, 1805 (disparue)
- Bankrott aus Liebe (Faillite par amour), farce, 1805 (disparue)
- Cäsario (Césario), comédie en cinq actes, 1810
- Pflicht um Pflicht (Devoir autour du devoir), drame
- Der Hund des Aubrys (Le Chien d'Aubry), farce mélodramatique, 1818
- Preciosa, comédie chantée (musique de Carl Maria von Weber), 1820
- Der Kammerdiener (Le Valet de chambre), farce, 1832 (posthume)